# Nazionale maschile di pallacanestro di Timor Est
La nazionale di pallacanestro di Timor Est è la rappresentativa cestistica di Timor Est ed è posta sotto l'egida della Federazione cestistica di Timor Est.

## Storia
Inizialmente la nazionale venne inclusa in FIBA Asia; ma nel 2015 venne trasferita in FIBA Oceania "per facilitare lo sviluppo del gioco nel paese e consentire la partecipazione dei suoi atleti alle competizioni internazionali."